# Sur University College
Das Sur University College ist ein privates College in Sur, Oman. Es wurde im Jahr 2000 gegründet und nahm den Lehrbetrieb im akademischen Jahr 2001/2002 auf. Es steht unter Aufsicht des omanischen „Ministry of Higher Education“ und ist mit der australischen Bond University verbunden.

## Studierende und Studiengebühren
Im akademischen Jahr 2008/09 waren insgesamt 622 Studenten eingeschrieben; davon ca. 400 Studenten in den vierjährigen Bachelor-Studiengängen, ca. 100 Studierende in den Diploma Kursen und weitere 100 Teilnehmer im Vorstudienlehrgang. Die Studiengebühren liegen zwischen 1400/Jahr RO für den Vorstudienlehrgang und zwischen 1600 RO/Jahr und 1800 RO/Jahr für die akademischen Programme.

## Studiengänge
Derzeit werden Bachelor-Studiengänge angeboten in
- Management and Marketing
- Accounting
- Finance and Banking
- Business Information Systems
- Information echnology und
- Hotel Management & Tourism.

Es können in allen oben genannten Fächern auch zweijährige Diploma erworben werden.

## Hochschulleitung
- Gründer: Sheikh Mubarak Juma Bahwan
- Rektor: Imad Abdul Karim
- Dekan der Handelwissenschaftlichen Abteilung: Nazar Al Rubayi
- Dekan der Allgemeinwissenschaftlichen Abteilung (Foundation year): Gerald Menzel

## Einrichtungen
- Department of Information Systems and Technology mit den Abschlüssen
  - B. Sc. in Information Systems
  - B. Sc. in Information Technology
- Commerce Department (Handelswissenschaften) mit den Abschlüssen
  - B. Comm. in Accounting (Rechnungswesen, Buchführung und Bilanzierung)
  - B. Comm. in Finance & Banking (Finanzierung und Finanzwissenschaften)
  - B. Comm. in Hotel Management & Tourism (Touristik)
  - B. Comm. in Management & Marketing (Marketing)

## Kooperationen
Die Sur University College unterhalt verschiedene Kooperationen mit ausländischen Universitäten:
- 2006: Bond University, Gold Coast, Australien für die Bereiche Wirtschaft und IT
- 2012: American University in Cairo, Kairo, Ägypten im Bereich Maschinenbau
- 2016: Ain-Schams-Universität, Kairo, Ägypten